# Shildon
Shildon är en stad och en civil parish i kommunen Durham i England. Orten har 9 976 invånare (2011).